# Ignasi Candela
Ignasi Candela Serna (Crevillente, Alicante, 6 de junio de 1987) es un político español de Iniciativa del Poble Valencià (IdPV) y coordinador comarcal de Compromís. Es licenciado en Economía por la Universidad de Alicante. En las elecciones generales de 2015 fue el número dos de la lista de la coalición Compromís-Podemos-És el moment al Congreso de los Diputados por la circunscripción de Alicante, y obtuvo los votos necesarios para conseguir el escaño. Tras la constitución de los grupos parlamentarios, Candela, junto con los otros tres diputados de Compromís, renunció a integrarse en el grupo de Podemos, reclamando la posibilidad de formar un grupo propio.